# Ennetières-en-Weppes

Ennetières-en-Weppes este o comună în departamentul Nord, Franța. În 1 ianuarie 2022 avea o populație de 1.288 de locuitori.